# Flin Flon
Flin Flon (offiziell: City of Flin Flon) ist ein Bergwerksstädtchen an der Grenze der kanadischen Provinzen Manitoba und Saskatchewan.
Der überwiegende Teil des Stadtgebiets liegt in Manitoba. Der Name der Stadt geht auf die fiktive Figur Josiah Flintabbety Flonatin aus dem Heftroman The Sunless City von J. E. Preston Muddock zurück.

## Geschichte
1927 gründete die Hudson Bay Mining and Smelting (HBM&S) hier eine Bergarbeitersiedlung, um die großen Kupfer- und Zinklagerstätten der Gegend zu erschließen. Ein Jahr später erhielt der Ort Bahnanschluss. In den  1930er Jahren wuchs der Ort schnell, als von der Weltwirtschaftskrise betroffene Farmer ihr Auskommen als Bergleute suchten, und 1933 erlangte die Siedlung den Gemeindestatus. 1970 schließlich erhielt Flin Flon Stadtrecht. Bei den außer Kontrolle geratenen Waldbränden in Kanada 2025 steht die Region um die Stadt mit im Zentrum der Ereignisse und es besteht eine Evakuierungsanordnung für alle Bewohner.

## Wirtschaft
Die mit Abstand meisten Beschäftigten arbeiten nach wie vor im Bergbau bei der HBM&S. Neben weiteren Arbeitsplätzen in Einzelhandel und Gastgewerbe bietet die Stadt auch einigen Fernfahrern Arbeit. Seit 2002 baut Prairie Plant Systems in Flin Flon Cannabis für medizinische Zwecke an.

## Söhne und Töchter der Stadt
- Eric Nesterenko (1933–2022),  Eishockeyspieler und -trainer
- Ralph Backstrom (1937–2021), Eishockeyspieler
- Ernie Wakely (* 1940), Eishockeyspieler
- Bobby Clarke (* 1949), Eishockeyspieler
- Dean Evason (* 1964), Eishockeyspieler und -trainer
- Roger Avary (* 1965), US-amerikanischer Filmregisseur, Drehbuchautor und Filmproduzent
- Ken Baumgartner (* 1966), schweizerisch-kanadischer Eishockeyspieler und -trainer
- Andrea Menard (* 1971), Schauspielerin, Dramaturgin und Singer-Songwriterin
- Jared Abrahamson (* 1987), Schauspieler, Mixed-Martial-Arts-Kämpfer und Kickboxer